# Крамолин
Крамолѝн е село в Северна България, община Севлиево, област Габрово.

## География
Село Крамолин се намира на около 13 km северно от град Севлиево, 30 km източно от град Ловеч, 22 km югозападно от град Павликени и 35 km северозападно от центъра на град Габрово. Разположено е в Средния Предбалкан, в Деветашкото плато, на около 2,5 km северно от река Мъгъра, течаща на изток в дълбока долина и вливаща се в язовир „Александър Стамболийски“ на около 4 km югоизточно от селото. Преобладаващият наклон на терена е на юг-югоизток, надморската височина в центъра на Крамолин е около 417 m, нараства до около 450 m на север и на запад и 480 m на северозапад, а намалява до около 390 – 400 m на юг и 370 m на югоизток. Върхът на възвишението Мешелика северозападно край селото е с надморска височина 520,4 m, а на възвишението Куклица около 2 km изток-североизточно – 525,2 m.. Климатът е умереноконтинентален, почвите са главно еродирани сиви горски.
През Крамолин минават и се пресичат два третокласни пътя:
- републикански път III-403, тръгващ близо до Севлиево като северно отклонение от първокласния републикански път I-4, съвпадащ с Европейски път Е772, през селата Малки Вършец и Агатово, а след Крамолин продължаващ през село Коевци и град Сухиндол до Павликени;
- републикански път III-3011, тръгващ от град Летница на юг през село Горско Сливово, а след Крамолин продължаващ покрай язовир „Александър Стамболийски“ и през селата Горско Косово, Бяла река и Горско Калугерово до връзка с третокласния републикански път III-405.

Най-близката до Крамолин железопътна гара е гарата в Павликени на Главната железопътна линия № 2 София – Варна.

В землището на Крамолин, на около 2,5 km запад-северозападно от селото, има язовир (поземлен имот с идентификатор 39431.108.247) с площ около 22 ha, построен на река Кайнарка, ляв приток на река Мъгъра.
В извънселищната територия на селото значителна част от земята е обработваема (ниви, лозя, овощни градини), но също така има и много гори и пасища.

## История
В района на селото са намерени останки от три антични селища и от антична u средновековна крепост с църква, функционирала от VI до началото на VII век.
Находки от каменни сечива, железни върхове на копия и стрели, бронзови брадвички, съхранявани в Историческия музей в Севлиево, показват, че тези земи са били обитавани от хора още по време на новокаменната, бронзовата и желязната епоха. В землището на селото има тракийски надгробни могили. Многобройни са находките от монети – колективни и единични, от времето на Филип Македонски (359 – 336 г. пр.н.е.), на римските императори Септимий Север (146 – 211 г.), Елагабал, Гордиан, Аврелиан, на българския цар Иван Шишман, на султаните Мустафа ІІІ, Махмуд ІІ, Абдул Меджид и други.
С името Кърамолин (Крамолина) селото се споменава в османотурски документи от 1430 г., като Гърамолин – от 1618 г. и като Карамулин – от 1638 г.
Предполага се (професор Н. Ковачев), че името на селото е свързано със старобългарската дума „крамола“ – свада, война, както и че (Йордан Заимов) е свързано с изчезналото лично име Крамолин.
Село Крамолин от чисто християнско и българско при завоюването на България от османските турци, с течение на времето през XV век и по-нататък става смесено българо-турско. Дали е имало колонизация на мюсюлманско население или появата на мюсюлманите е свързана с ислямизация и асимилация на местно християнско население не може да се каже със сигурност поради липса на извори. През XVIII век мюсюлманите добиват числен превес. След чумните епидемии в началото на ХІХ век обаче българите християни отново стават преобладаващата част от населението.
Предполага се, че българската църква в Крамолин се е запазила и продължила да съществува и след османското завоевание. През 1843 г. е построена църква, която поради слабите ѝ основи е съборена и северно от основите ѝ през 1903 г. е построена църквата „Свето Възнесение“.
Училище в Крамолин е открито през 1830 г. Ползвало е отначало помещения в частни къщи и е действало нередовно, тъй като не винаги са се намирали учители. До църквата, построена през 1843 г., е имало малка стая – килия, която е станала за известно време помещение на училището. В 1868 г. е построена нова училищна сграда, а веднага след Освобождението е построена двуетажна сграда, която през 1887 г. е унищожена от пожар. През 1890 г. е построено ново здание, където до 1952 г. се помещава началното училище.
През учебната 1905/1906 г. в Крамолин се открива прогимназия, отначало с един клас, а впоследствие се разкриват и пълни три класа.
До 1945 г. съществуват отделно начално училище и прогимназия. С откриването на гимназията през същата година те се сливат в основно училище и водят занятията в сградата на началното училище, а в сградата на прогимназията се помещава гимназията. През 1947 г. се разделят отново и от 1951 г. училището съществува като основно. От учебната 1952/1953 г. училището се помещава в нова училищна сграда. От август 1981 г. основното училище носи името на Иван Данчев Пушкаров – дългогодишен учител в него. Преименувано е на Основно училище „Свети Солунски братя“ през 1992 г.
На 1 септември 1955 г. се открива училище за глухи деца в село Крамолин. Тогава то е било единствено такова училище, настанено в село. За училищна сграда е подготвена и използвана сградата на старото училище в селото, което в най-общи линии задоволява нуждите. Учениците от горните класове изучават професионално трудово обучение по дърводелство и по шивачество. Училището действа вероятно до 1970 г.
Дом за деца и юноши в село Крамолин е открит на 1 септември 1970 г. Това са деца с тежко социално положение – сираци, полусираци или такива, чийто родители нямат възможност да се грижат за тях. Домът за деца и юноши в село Крамолин се закрива от 1 септември 1994 г. 
Народно читалище „Напредък“ в село Крамолин е създадено на 25 декември 1891 г. Неговите любителски театрални постановки предизвикват голям интерес и се играят по няколко пъти.
На 8 януари 1914 г. 20 жители на село Крамолин основават Кооперативно кредитно спестовно дружество „Съгласие“ с цел да подпомага материално, като отпуска бърз и евтин кредит за посрещане необходимите стопански нужди, да подобри спестяванията на членовете си и чрез беседи, сказки, книги и други да подпомага за умственото и нравствено издигане както на своите членове, така и на всички жители на селото. Отначало дружество развива от 1914 до 1920 г. само кредитна дейност. След март 1920 г. започват да се доставят потребителни стоки като сол, памук, газ, гвоздеи, цървули за населението, през която година се решава да се наеме магазин за потребителните стоки. През годините 1929 – 1938 г. дейността се разраства и кооперацията се превръща в мощен фактор в селото, закупува вършачки, отваря пивници, отваря млекарници, открива фурна за печене на хляб за членовете си. Потребителният магазин се разраства, започва да закупува и селскостопански произведения – първоначално яйца, като и кредитната и влоговата служба продължават да се развиват. До февруари 1948 г. кооперацията продължава своята дейност като кредитна. Постепенно тя измества частната инициатива и поема цялата търговска дейност на селото в свои ръце. От март 1948 г. тя става Всестранна кооперация със същия предмет на дейност, който се изразява в следното: доставка на стоки, общественото хранене, изкупуване на селскостопанските произведения, млекопреработване, хлебопроизводство, свинеугояване, изваряване ракии на частни стопани – ишлеме, производство на газирани безалкохолни напитки. След 1959 г. започва строеж на собствен кооперативен дом. След няколко години кооперативната търговско административна сграда е завършена. От 30 юни 1980 г. потребителните кооперации са ликвидирани и се създават селищни кооперативни съвети без юридическа самостоятелност към Районна потребителна кооперация „Наркооп“ – Севлиево.
На 1 септември 1945 г. при Кредитна кооперация „Съгласие“ – село Крамолин се основава Трудово-земеделски производствен отдел със самостоятелен баланс и сметка. Дейността на отдела е: растениевъдство, полевъдство, лозарство, зеленчукопроизводство, ливадарство, винарство, животновъдство, млекопреработване, птици, пчеларство, бубарство и други. На 25 октомври 1950 г. общото събрание на членовете на отдела приема примерния устав на ТКЗС и отделът се обособява в отделно юридическо лице като самостоятелно стопанство под името Трудово кооперативно земеделско стопанство (ТКЗС) – село Крамолин. През следващите години стопанството претърпява редица промени на организацията и наименованието, а през периода 1992 – 1995 г., отново с наименованието ТКЗС, е прекратено и обявено в ликвидация.
През 1937 г. в село Коевци 12 лозари полагат основи на винарска кооперация, която да събира произведеното грозде от селото и произвежда вино, като с това избягва експлоатацията от тогавашните частни търговци на грозде. Впоследствие се присъединяват и лозари от съседното село Крамолин и се образува Районна лозаро-винарска производителна кооперация „Виненка“ със седалище село Коевци и район на действие селата Крамолин, Коевци, Дебелцово, Бара и Горско Косово. Важна цел на кооперацията е да построи и обзаведе модерна винарска изба и други необходими сгради с всички съоръжения за преработка на гроздето. Към лятото на 1945 г. избата е построена и започва да функционира. През 1950 г., при въведената тогава държавна форма на производство на вино, кооперацията е ликвидирана, като преработката на гроздето от района преминава в Държавното предприятие „Винпром“, на което кооперацията предава всички свои активи и пасиви, а дяловия капитал връща на членовете си.
През 1908 г. в Крамолин започва частна практика фелдшер. От 1921 г. създадената по-късно здравна служба се оглавява от лекари. През 2000 г. селският здравен участък в Крамолин се закрива на основание член 107 от влезлия в сила през 1999 г. Закон за лечебните заведения.

## Население
Населението на село Крамолин наброява 2026 души при преброяването към 1934 г., намалява до 906 към 1985 г., 695 към 2001 г. и 339 (по текущата демографска статистика за населението) към 2019 г.
При преброяването на населението към 1 февруари 2011 г., от обща численост 399 лица, за 228 лица е посочена принадлежност към българска етническа група, за 138 – към турска, за 21 – към ромска, за 3 – не се самоопределят и за 9 не е даден отговор.

## Религии
В селото се изповядват православно християнство и ислям.

## Обществени институции
Село Крамолин към 2020 г. е център на кметство Крамолин.
В село Крамолин към 2020 г. има:
- действащо читалище „Напредък – 1887“;[29][30]
- действащо общинско основно училище „Свети Солунски братя“;[31]
- православна църква „Свето Възнесение“ (реставрирана през 2004 – 2005 г.);[32]
- целодневна детска градина;[33]
- пощенска станция.[34]

## Културни и природни забележителности
- Археологичният обект „Градът“ се намира на 3,5 км югоизточно от селото. Там се открояват останки от крепостни стени, средновековни църкви и болярски замък. Естествената защита на местността е осигурена от 90-метрови отвесни скали, спускащи се към река Мъгър от север. Има достъп само от запад. В подножието на върха са разкрити три пещи за производство на строителна керамика. Археологически проучвания на местността са правени от специалистите в Историческия музей Севлиево през 80-те години на ХХ век. Предполага се, че крепостта е съществувала по времето на Второто българско царство – XII – XIV век. Крепостните съоръжения са градени от добре обработени камъни, споени с бял хоросан. Около останките на едната църква са разкрити останки от християнски некропол с над сто погребения. Има добре запазени стени с височина над три метра, сводове и основи на църкви. От скалния венец се отрива прекрасна гледка към долината на река Мъгър и язовир „Стамболийски“. Обекта се достига лесно по черен път, указан с табели. Има изградено място за пикник с навес и маса с пейки, но наблизо няма водоизточник за питейна вода.

- В Крамолин фунционира уникален частен музей. Собственикът е събрал сечива, предмети от бита и други старинни вещи от българската история и е превърнал плевнята си в своеобразна изложбена зала. Сам той посреща гостите и разказва за произхода и предназначението на предметите. Може да се посети след предварителна уговорка.

- Част от землището на село Крамолин попада в района на Деветашкото плато, където се срещат интересни карстови обекти: „Въртопите“ – понори с различна дълбочина, в дъното на които има подземни реки (които се чуват при по-висока вода) се намират сред нивите в посока Горско Сливово. Не са пригодени за туристически посещения.

- Язовир „Александър Стамболийски“ е местност с много частни вили, почивни станции на фирми, места за риболов, възможности за водни спортове и плаж.

- Язовир „Бритянов кат“ е бил използван за напояване, а сега този микроязовир е зарибен и предоставя възможности за риболов срещу заплащане. Намира се в посока Агатово, отбива се по черен път вдясно през сливовите градини.

## Редовни събития
Съборът на селото се провежда ежегодно на Спасовден – обикновено през първите събота и неделя на юни.

## Личности
В Крамолин са родени:
- Неделчо (Тинчев) Кайков – Комитата (1851 – 1912) – Ботев четник.[35]
- Кольо Гончев – Ботев четник.
- Минчо Попов – български оперен артист – тенор, дългогодишен солист на Националната опера в София.
- Христо Гоневски (1907 – ?) – български журналист, преводач и цинкограф

## Местна кухня
- Плакенда – празнична крамолинска баница. Приготвя се по стара рецепта: замесеното тесто с точилка се разстила на синията във формата на кръг с дебелина един пръст. От средата към краищата с угрибката се нарязва на осем парчета, като по средата се оставя цял кръг, голям колкото тепсията, в която ще се пече. Всяко парче поотделно се разточва, слага се масло и сирене и се захлупва върху средния кръг. Накрая баницата се намазва с яйце и се пече.